# Oskar Ernst Bernhardt
Oskar Ernst Bernhardt, auch Abdrushin/Abdruschin oder Abd-ru-shin genannt, (* 18. April 1875 in Bischofswerda; † 6. Dezember 1941 in Kipsdorf) war der Verfasser der Vortragssammlung „Im Lichte der Wahrheit – Gralsbotschaft“, auf der sich die Gralsbewegung gründet.

## Leben
Oskar Ernst Bernhardt machte eine kaufmännische Ausbildung und arbeitete in Dresden, Zürich und Bern. 1897 heiratete er Martha Oeser, zusammen hatten sie zwei Kinder. Ihr Sohn fiel 18-jährig im Ersten Weltkrieg. 1900/02 bereiste Bernhardt den nahen Orient. Nach seiner Rückkehr arbeitete er 1903–1905 mit einem Architekturbüro in Zürich zusammen. 1906 war er für ein Jahr in Bern tätig und kam hier zu dem Entschluss, nur noch als Schriftsteller zu arbeiten. Sein erstes Buch „Aus fernen Landen“ erschien 1908 noch in Bern. Doch er stand schon seit 1907 als Bühnenautor am Theater in Mainz unter Vertrag, wie später in Kassel und anderswo in Deutschland. Kürschners Deutscher Literatur-Kalender führte Bernhardt ab 1910 „als Roman- und Bühnenautor“ auf. 1912 reiste Bernhardt nach New York und von da 1913 weiter nach London. Dort wurde er mit Ausbruch des Ersten Weltkriegs 1914 als Kriegsgefangener auf der Isle of Man interniert.

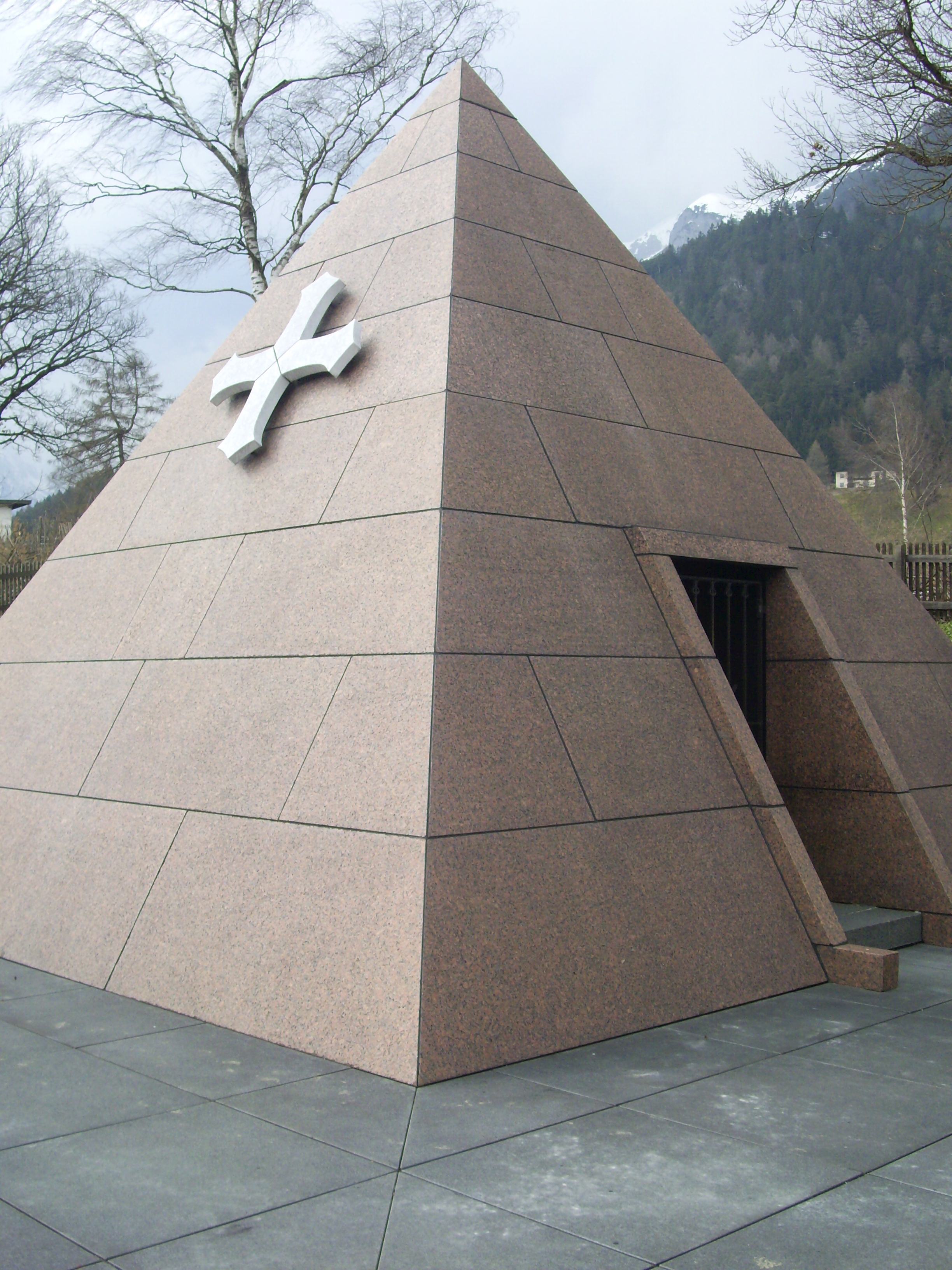
Vomperberg, Grabmal Abd-ru-shins

Nach Kriegsende konnte er 1919 nach Dresden zurückkehren, um wieder als Schriftsteller zu arbeiten. Mitte der 1920er-Jahre heiratete er nach der Scheidung von seiner ersten Ehefrau seine Vermieterin in der Meißner Straße 250 in Kötzschenbroda, die Witwe Maria Freyer, die drei Kinder in die Ehe einbrachte. Die Familie zog nach Tutzing, wo Bernhardt unter dem Pseudonym Abd-ru-shin Vorträge verfasste, die er in den „Gralsblättern“ veröffentlichte. Er nannte sich von da an Abdruschin oder in anderer Schreibweise Abd-ru-shin. Diesen Namen mit der Bedeutung „Diener des Lichtes“ führte er auf eine frühere Inkarnation in Persien zurück. Daraufhin sammelte sich eine Gemeinschaft um ihn, mit der er 1928 auf den Vomperberg (Tirol) zog. Dort befindet sich heute noch die Gralssiedlung.
Das Hauptwerk Bernhardts ist das dreibändige Werk Im Lichte der Wahrheit – Gralsbotschaft und besteht aus 168 Vorträgen. Kernpunkte seiner monotheistischen Lehre sind unter anderem drei selbsttätig wirkende Schöpfungsgesetze, das Gesetz der Wechselwirkung, das Gesetz der Anziehung der Gleichart und Gesetz der Schwere, die zusammenwirkend das Schicksal des Menschen gemäß der durch diesen getroffenen Entscheidungen bestimmen und auslösen sollen. Aufgrund der völligen Eigenverantwortlichkeit sei eine stellvertretende Sündenübernahme – beispielsweise durch den Kreuzestod Christi – nicht möglich. Des Weiteren enthält das Werk Bernhardts auch den Reinkarnationsgedanken.
In der Zeit des Nationalsozialismus wurde Bernhardt nach dem Anschluss Österreichs an das Deutsche Reich im Jahr 1938 verhaftet und nach Innsbruck verbracht. Im September konnte er unter beständiger Gestapobewachung mit seiner Familie nach Görlitz in Schlesien gehen, später nach Kipsdorf im Erzgebirge. Er starb dort mit 66 Jahren am 6. Dezember 1941 und wurde am 11. Dezember in Bischofswerda beigesetzt. 1949 wurde der Sarg in Bischofswerda exhumiert, zum Vomperberg überführt und dort in einem pyramidenförmigen Grabmal beigesetzt.
Von einigen seiner Leser wird er als Messias angesehen.

## Schriften
Hauptwerk
- Im Lichte der Wahrheit – Neue Gralsbotschaft. Tutzing 1926.
- Im Lichte der Wahrheit, Gralsbotschaft. Verlag der Stiftung Gralsbotschaft, Stuttgart 2006, Band I, ISBN 978-3-87860-103-6, Band II, ISBN 978-3-87860-104-3, Band III, ISBN 978-3-87860-105-0
- Nachklänge zur Gralsbotschaft. Verlag Der Ruf, München 1934.
- Im Lichte der Wahrheit, Gralsbotschaft. 25. Auflage. Verlag der Stiftung Gralsbotschaft, Stuttgart 2006, ISBN 3-87860-203-0 (für den Sammelband).

Weitere Schriften
- Die 10 Gebote Gottes und das Vaterunser – den Menschen gedeutet von Abd-ru-shin. 9. Auflage. Verlag der Stiftung Gralsbotschaft, Stuttgart 2006, ISBN 3-87860-063-1.
- Gebete. Verlag Alexander Bernhardt, Vomperberg, Tirol 2011.